# Иосафат
Иосафа́т (ивр. יְהוֹשָׁפָט‎, Иегошафат — «Яхве судия») — сын Асы, 4-й царь Иудейского царства. Первый из царей Израильского и Иудейского царств, с теофорным именем, производным от имени бога Яхве.

## Царствование
Иосафат вступил на престол в 35 лет и царствовал около 25 лет. Старался идти по стопам Давида, бывшего для него высшим образцом жизни и деятельности. При нём Иудейское царство достигло высшей степени процветания. Он начал своё царствование с укрепления границ государства, затем энергично боролся с идолопоклонством, поручив некоторым из своих приближённых, вместе с левитами и священниками, учить народ закону Божию по всем городам Иудеи.
При нём Иудея находилась в мире с окружавшими её народами. Летописи сохранили только одно упоминание войны против Иосафата, когда против Иудеи выступили объединённые силы моавитян, аммонитян и некоторые из страны Маонитской. Царь Иосафат узнал о том, что полчища врагов движутся на Иерусалим, когда они уже были в Хацацон-Фамаре, то есть в Енгедди (на западном берегу Мертвого моря). Иосафат обратился за помощью к своему Богу и одержал победу, после которой больше никто не выступал против него. Филистимляне платили ему дань серебром, аравитяне пригоняли множество всякого скота; могущество его поддерживалось сильным войском под начальством храбрых военачальников.
Единственной его ошибкой библейские источники считали попытки вступать в союз с нечестивыми израильскими царями. Однако благодаря этому Израиль и Иудея смогли временно не только мирно сосуществовать, но и вести совместные войны с арамеями и моавитянами, как единый народ. В общем, царствование Иосафата было счастливое, и он мирно скончался, оставив по себе благословенную память в народе.
См. 3Цар. 15, 4Цар. 3, 12, 1Пар. 3, 2Пар. 17-20 и др.